# Присака (Караш-Северин)
Присака (рум. Prisaca) насеље је у Румунији у округу Караш-Северин у општини Константин Даиковичу. Oпштина се налази на надморској висини од 176 m.

## Прошлост
Име представља румунску варијанту српског појма "Пресек(а)". Аустријски царски ревизор Ерлер је 1774. године констатовао да место припада Букошничком округу, Карансебешког дистрикта. У Присаки је био управни подуред а становништво је претежно влашко.
У месту је православна парохија која припада Карансебешком протопрезвирату. Ту службују 1824-1847. године два свештеника: Србин, поп Константин Поповић и Румун, поп Захариј Зуза.
Православно парохијско звање је основано 1791. године, од када се воде све црквене матрикуле. Храм је посвећен Св. апостолима Петру и Павлу. У народну школу иде 1846/1847. године 15 ученика које учи Петар Поповић, поп Костин син.
Ту се налазио у 19. веку спахилук српске властелинске породице Андрејевић "от Присаке". Племић Авксентије Андрејевић живео је у Сегедину и јавља се често као претплатник српских књига. Андрејевићу је, своје дело "Усамљени јуноша", књижевник Милован Видаковић посветио 1810. године свом мецени и пријатељу као "земљедршцу от Присаке" - а сегединском грађанину. "Благородни" Авксентије је познат и као финансијер израде портрета ученог Атанасија Стојковића и редован наручилац дела Вука Караџића. Аксентијев сродник - унук? сличних манира Лазар бавио се и у оближњем Лугошу.
Године 1846. ту је живело 843 православне душе Срба и Румуна. У првој половини маја 1862. године сеоски атар је пострадао од најезде скакаваца.
Почетком 20. века у месту је живео само један Србин.

## Становништво
Према подацима из 2002. године у насељу је живело 458 становника.

### Попис2002.
| Расподела становништва по националности 2002.‍ | Расподела становништва по националности 2002.‍ | Расподела становништва по националности 2002.‍ | Расподела становништва по националности 2002.‍ | Расподела становништва по националности 2002.‍ |
| --------------------------------------------- | --------------------------------------------- | --------------------------------------------- | --------------------------------------------- | --------------------------------------------- |
|                                               |                                               |                                               |                                               |                                               |
| Румуни                                        | Румуни                                        |                                               | 428                                           | 94,3%                                         |
| Украјинци                                     | Украјинци                                     |                                               | 26                                            | 5,7%                                          |